# Otto Caspari

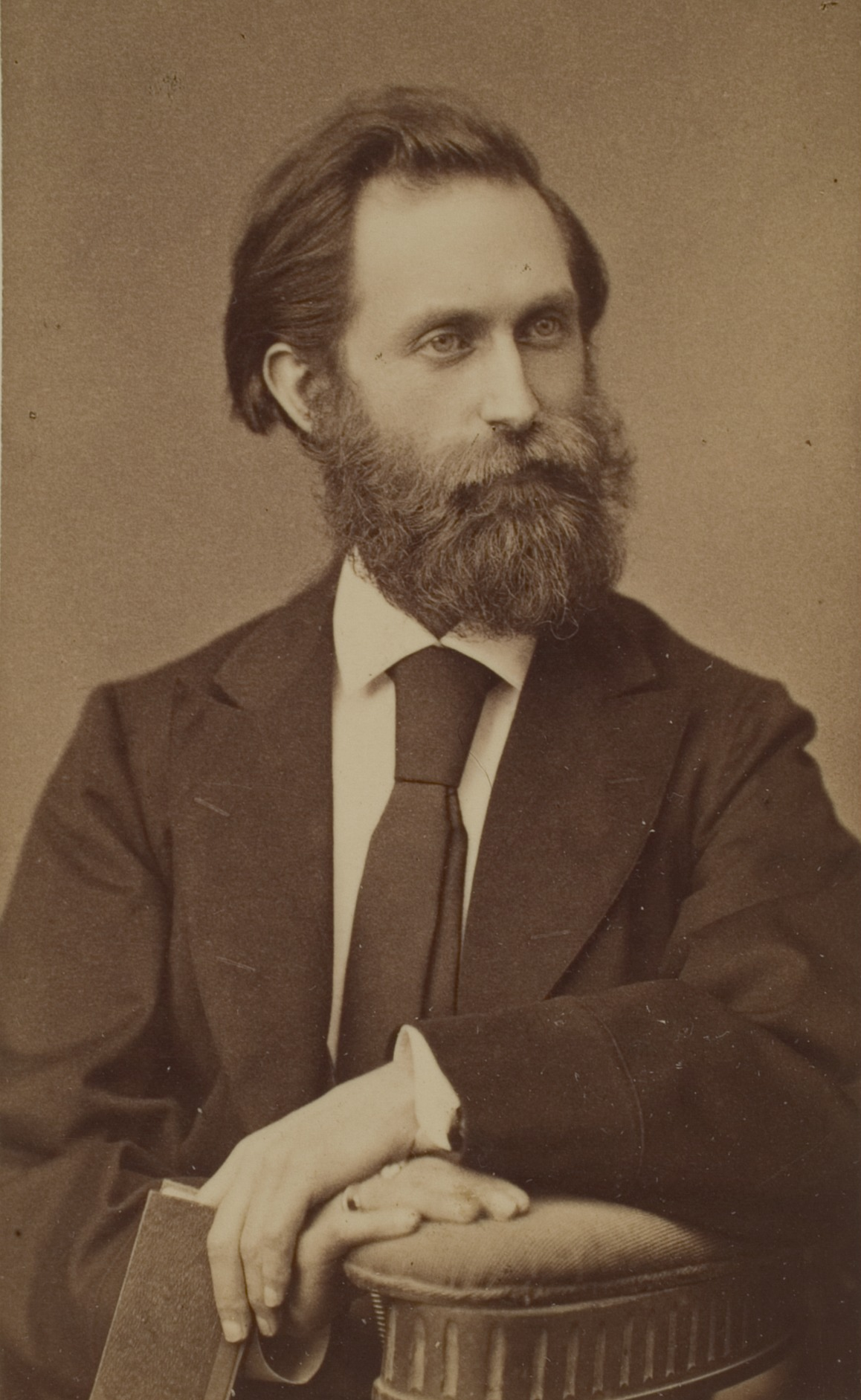
Porträt von Prof. Otto Caspari

Otto Caspari (* 24. Mai 1841 in Berlin; † 28. August 1917 in Heidelberg) war ein deutscher Historiker und Philosoph.

## Leben
Nach dem Studium in Berlin, Greifswald und Göttingen wurde er an der Universität Göttingen zum Dr. phil. promoviert. Während seines Studiums wurde er 1861 Mitglied der Burschenschaft Rugia Greifswald. Nach seinem Studium habilitierte er sich 1869 an der Universität Heidelberg und wurde dort zum außerordentlichen Professor der Philosophie ernannt. Neben Ernst Krause und Gustav Jäger wirkte er als Redakteur und Mitherausgeber der Zeitschrift Kosmos, die sich der Popularisierung der darwinistischen Weltanschauung widmete. In Heidelberg war er Mitglied der Freimaurerloge Ruprecht zu den fünf Rosen; auch dem Goethe-Bund gehörte er an.
Friedrich Nietzsche hat Caparis Forschungen sowohl im Bereich der Erkenntnistheorie als auch im Bereich der Ur- und Frühgeschichte intensiv rezipiert und in eigenen Werken verarbeitet.

## Werke (Auswahl)
- Die Irrthümer der altclassischen Philosophen in ihrer Bedeutung für das philosophische Princip, Heidelberg 1868
- Die psychophysische Bewegung in Rücksicht der Natur ihres Substrats. Eine kritische Untersuchung als Beitrag zur empirischen Psychologie, Leipzig 1869
- Leibniz' Philosophie, beleuchtet vom Gesichtspunkt der physikalischen Grundbegriffe von Kraft und Stoff. Ein historischer Beitrag zur neueren Philosophie und zur Geschichte der Naturwissenschaft, 1870
- Die Urgeschichte der Menschheit: Mit Rücksicht Auf die natürliche Entwickelung des frühesten Geisteslebens, 1873
- Virchow und Haeckel vor dem Forum der methodologischen Forschung, 1878
- Das Erkenntnissproblem. Mit Rücksicht auf die gegenwärtig herrschenden Schulen, 1881
- Der Zusammenhang der Dinge, 1881
- Hermann Lotze in seiner Stellung zu der durch Kant begründeten neuesten Geschichte der Philosophie. Eine kritisch-historische Studie, 1883
- Die Bedeutung des Freimaurertums für das geistige Leben, Berlin 1916